# مغری (رود)
مغری (به ارمنی: Մեղրի) رودی است در کشور ارمنستان که در استان سیونیک جریان دارد که از hy:Արևիքի լեռներ سرچشمه می‌گیرد و به رود ارس می‌ریزد. طول آن ۳۲ کیلومتر (۲۰ مایل) و مساحت حوضه آبخیز (دبی) آن ۳۳۶ کیلومتر مربع می‌باشد.

## نگارخانه

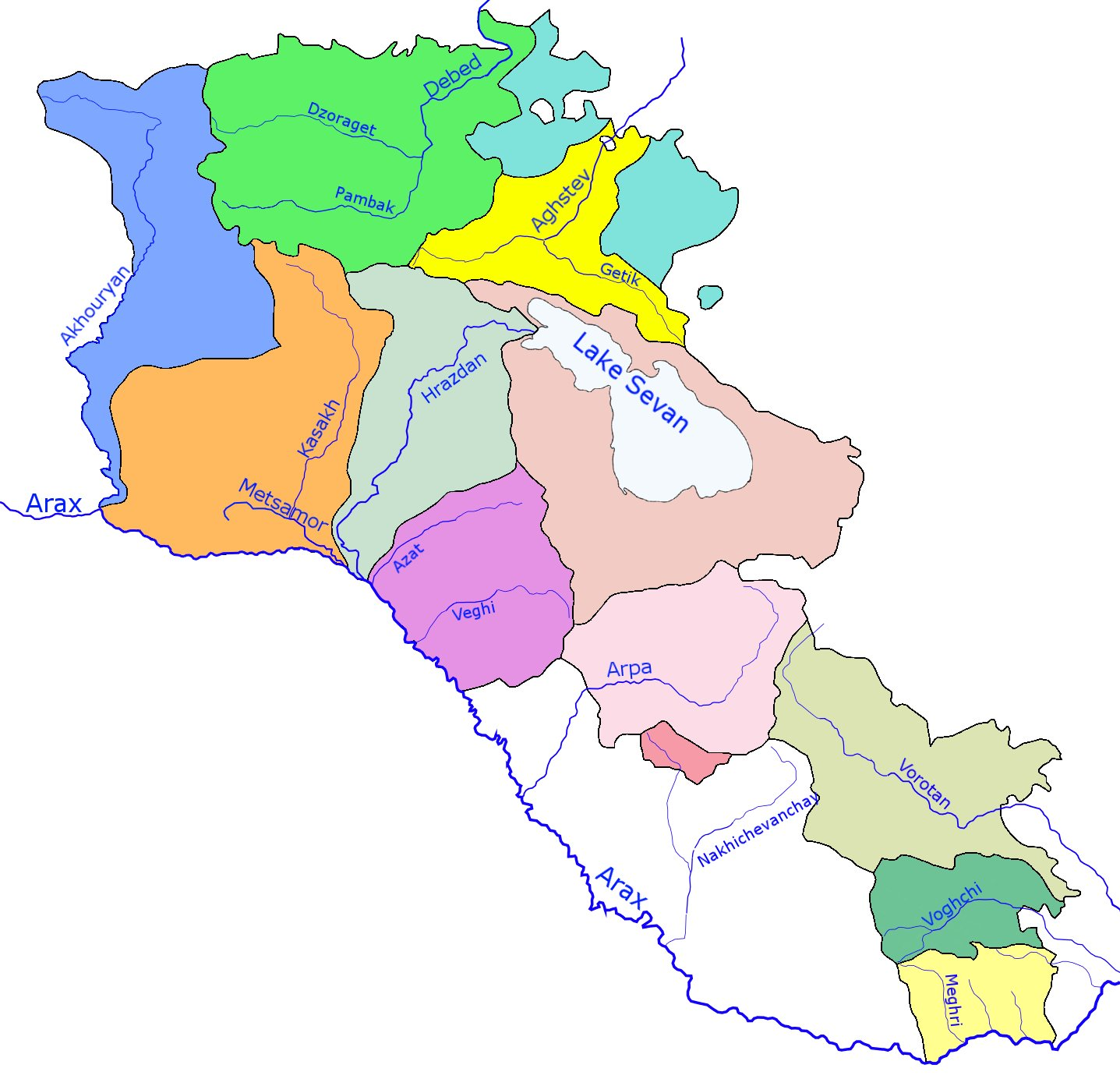